# Rhodinia newara
Rhodinia newara är en fjärilsart som beskrevs av Moo 1872. Rhodinia newara ingår i släktet Rhodinia, och familjen påfågelsspinnare. Inga underarter finns listade.